# توينكي
توينكي هي وجبة خفيفة أمريكية عبارة عن كعكة ويتم تسويقها على أنها «كعكة إسفنجية ذهبية بداخلها حشو كريمي». كانت تنتجها وتوزعها شركة هوستس براندز. تمتلك العلامة التجارية الآن شركة هوستس براندز (نازداك: TWNK)، حيث امتلكتها في السابق شركتان أخريتان وهما شركة أبوللو جلوبال مانجمنت وشركة أخرى كان هدفها إعادة إحياء هوستس وهي شركة سي. دين ميتروبولوس أند كامبني. توقف إنتاج توينكي أثناء إجراءات إفلاس الشركة في 12 نوفمبر 2012، ثم عادت مرة أخرى إلى الأسواق الأمريكية في 15 يوليو 2013 بعد غياب دام 10 شهور.
تقوم بصناعة «توينكي» في مصر شركة إيديتا.